# Ermita de Santa Catalina Mártir de Alejandría (Taganana)
La ermita de Santa Catalina Mártir de Alejandría, también llamada ermita de Santa Catalina Mártir, es un templo católico ubicado en el caserío de Taganana, en el macizo de Anaga (Tenerife, Canarias, España). En ella se venera a la compatrona de la localidad, es decir, Santa Catalina Mártir de Alejandría.
La ermita fue declarada Bien de Interés Cultural de Canarias (BIC), con la categoría de Monumento, el 29 de abril del año 2008.

## Descripción
Se encuentra en el extremo norte de la plaza de Nuestra Señora de Las Nieves, cerca de la iglesia parroquial de Taganana. La ermita de Santa Catalina es un edificio de una nave a tres aguas, con cubierta de teja, construida en 1621 que consta de una nave principal presidida por un nicho de cantería, en el que se encuentra la imagen de Santa Catalina de Alejandría. La ermita también cuenta con un anexo remodelado recientemente dedicado a ser el tanatorio del caserío. 
Tanto la puerta principal como la lateral están rematadas con arcos de medio punto. Estando la portada principal provista de capiteles de orden toscano apoyados sobre baquetones, además está decorada en su clave con un escudo pétreo en el que figura labrado un emblema pontificio, realizado posiblemente en la época del Papa Alejandro VII.
Cada 25 de noviembre se celebra en Taganana la festividad de Santa Catalina con misa y procesión de la imagen de la Santa por las calles.